# مارتی لایتینن
مارتی لایتینن (فنلاندی: Martti Laitinen; ۹ مهٔ ۱۹۲۹ – ۷ فوریهٔ ۲۰۱۷) بازیکن فوتبال اهل فنلاند بود.
وی همچنین در تیم ملی فوتبال فنلاند بازی کرده‌است.